# Kähri (Otepää)
Kähri – wieś położona w estońskiej gminie Otepää.
Według spisu ludności z 2021 roku wieś Kähri miała 28 mieszkańców.

## Historia
W 2017 samorząd lokalny ogłosił, że wieś Kähri, która wchodziła wtedy w skład gminy Puka, zostanie częścią nowej gminy Otepää.